# Летње олимпијске игре 1912.
V олимпијске игре су одржане у Стокхолму у Шведској. По први пут су учествовали такмичари са свих 5 континената, па је тако по први пут симбол 5 олимпијских кругова био потврђен у пуној мери. На Играма у Стокхолму су победницима последњи пут додељиване медаље од чистог злата; након ових Игара уобичајено је да је златна медаља од позлаћеног сребра. Двадесет осам нација и 2.408 такмичара, укључујући 48 жена, такмичили су се у 102 такмичења у 14 спортова. Са изузетком тениса (почевши од 5. маја) и фудбала и стрељаштва (оба су почела 29. јуна), такмичења су одржана у року од месец дана са званичним отварањем 6. јула. Са дебијем Јапана, први пут је учествовао национални тим из Азије. Стокхолм је био једина понуда за игре, а изабран је 1909.
На овим олимпијским играма су први пут учествовали Србија, Јапан и Чиле.
Игре су биле прве које су имале уметничка такмичења, женске скокове у воду, женско пливање, а прве су укључивале и десетобој и нови петобој, на којима је победио Американац Џим Торп. Електрично мерење времена је уведено у атлетици, док је земља домаћин забранила бокс. Уметничко клизање организатори су одбили јер су желели да промовишу Нордијске игре. Највише златних медаља освојиле су Сједињене Америчке Државе (26), док су домаћини Шведска укупно освојили највише медаља (65). Ово су биле последње Олимпијске игре наредних осам година због прекида Првог светског рата. Следеће Олимпијске игре одржане су 1920. године у Антверпену.

## Избор домаћина
После Летњих олимпијских игара 1908. у Лондону, власти у Шведској су одмах покушале да обезбеде да се следеће игре одрже тамо. У то време била су два шведска члана Међународног олимпијског комитета (МОК), Виктор Балк и Кларенс фон Розен. Пар је предложио идеју шведским управним телима атлетике и гимнастике како би се осигурало да подржавају сваку потенцијалну понуду. Националне асоцијације су 18. априла 1909. дале подршку кандидатури за домаћина Олимпијаде у Стокхолму на основу могућности да се направе одговарајући финансијски аранжмани. Краљу Густаву је 6. маја 1909. након објављивања прелиминарних планова за стокхолмску понуду затражено да очекивани трошкови одржавања Игара буду 415.000 круна (23.050 фунти или 115.250 долара). Влада је прихватила петицију у име краља и подржала понуду.
Дана 28. маја, на састанку МОК-а у Берлину, шведски представници су изјавили да имају пуну финансијску подршку за одржавање наредних Игара у Стокхолму. Склопљен је договор са немачким представником МОК-а на основу тога да Берлин буде домаћин Летњих олимпијских игара 1916 . Пјер де Кубертен је на састанку говорио о својој забринутости да би Шведска требало да обезбеди одржавање Игара, јер не жели да се понове проблеми са Великом Британијом која је била домаћин Игара 1908. године. Такође је изразио жељу да „Игре морају да буду више чисто атлетске, морају бити достојанственије, дискретније, више у складу са класичним и уметничким захтевима, интимније и, пре свега, јефтиније“. Игре су уредно додељене Шведској да буде домаћин у Стокхолму као једином номинованом граду домаћину за Летње олимпијске игре 1912. године.

## Организација
Вест да ће Стокхолм бити домаћин Олимпијских игара 1912. шведска јавност је дочекала са одушевљењем. Организациони комитет узео је де Кубертенове речи к срцу и имао за циљ да постигне Олимпијске игре које би уклониле оне елементе који су умањили претходне игре. Комитет је изабран у јесен 1909. године, при чему је Балк изгласан за председника комитета, а престолонаследник Густаф Адолф изабран је за почасног председника. Први састанак комитета одржан је 7. октобра, а 11. октобра су делегирали аранжмане за појединачне спортске гране релевантним управљачким телима у Шведској. Постојала су четири изузетка од овога, са стрељаштвом, модерним петобојом и планинским успонима које је задржао Олимпијски комитет, а такмичења у јахању које је организовао принц Карл, војвода од Вестерготланда, који је био инспектор шведске коњице. Укупно је било 187 чланова ових одбора.
Званични позив за такмичење на Играма је упућен 18. новембра 1910. за 27 земаља, било директно или преко њихових представника у МОК-у. Требало је да буде позвано још 15 земаља, али пошто нису имале представнике МОК-а, шведске власти нису биле сигурне како да поступе. Након што је организациони комитет за Игре добио потврду атлетских савеза у свакој од 15 земаља, и њима су упућени позиви. Одштампано је око 61.800 образаца за пријаву за различите нације.
За опрему позваних нација обезбеђен је бесплатан превоз, а за такмичаре и делегате на државној железници обезбеђен је попуст од 50 одсто. Дневне новине које су покривале само Олимпијске игре биле су договорене за издавање током Игара, и на енглеском и на шведском језику. Урађени су додатни аранжмани за општи долазак посетилаца како би их забавили док нису били на Играма; отворена је башта за уживање северно од Олимпијског стадиона, а низ затворених тениских терена претворен је у ресторан.

## Спортски објекти
На Летњим олимпијским играма 1912. коришћено је дванаест спортских објеката. Ово је био први пут да се за фудбалски турнир користи више од једног места, што је од тада и био случај. Олимпијски стадион у Стокхолму служио је као једно од коњичких места за Летње олимпијске игре 1956 . Стадион Расунда служио је као место одржавања светског првенства 1958. и светског првенства за жене 1995. године. У почетној тендерској документацији идентификовано је да ће бити потребан нови стадион, који је првобитно предвиђен да се налази на атлетском терену у Остермалму. Како би се уштедела средства, очекивало се да само једна од трибина стадиона буде стална, а да ће остале три бити дрвене и демонтиране након Игара. Цена тог стадиона процењена је на 235.000 круна. Склопљени су договори са појединачним националним комитетима како би се омогућило коришћење атлетских терена у Остермалму и Транебергу.
Бициклистичка друмска трка одржана је око Меларена, трећег највећег језера у Шведској. Водени догађаји, укључујући пливање и веслање, одржани су у Ђургардсбрунсвикен, где је изграђен стадион. Какнас је већ коришћен као стрељана, али су биле потребне измене да би се прилагодили стрељачким догађајима. Иако није коришћен као олимпијски стадион како је првобитно замишљено, Остермалм је био домаћин такмичења у тенису на трави и мачевању након што је тениски павиљон тамо премештен са друге локације.
Поред атлетског терена у Остермалму, разматрано је још пет локација за лоцирање Олимпијског стадиона. Олимпијски стадион у Стокхолму изграђен је на месту некадашњег атлетског терена у Стокхолму како би се остале локације задржале за друге намене током Игара. Постављањем северно од града, Олимпијски стадион је био у непосредној близини других већ постојећих спортских објеката. Првобитно финансирање је дато у износу од 400.000 Кр за дрвени стадион, али Торбен Грут,  архитекта, такође је израдио алтернативне планове за камени стадион. Након разговора са Шведском централном асоцијацијом за примену атлетике, одлучено је да се изгради камена верзија, а додатна средства су стављена на располагање путем националне лутрије након што су дате гаранције да неће бити тражена додатна финансијска средства како би се изградити стадион. Међутим, утврђено је да би првобитна процена за камени стадион и даље била прескупа, а планови су још једном модификовани како би се поједноставио дизајн и смањили трошкови. Са извођачем радова је 2. новембра 1910. склопљен уговор да ће бити пренет комплетан до 25. маја 1912.

## Церемонија отварања
Игре су отворене су 6. јула 1912. Шведска краљевска породица напустила је Стокхолмску краљевску палату у 10:40 ујутро, а на Олимпијском стадиону су је примили чланови МОК. Три хиљаде такмичара се већ окупило на оближњем атлетском терену у Остермалму и почели су да улазе на стадион по абецедном реду по нацијама према шведском правопису. Шведски тим је ушао последњи, али за разлику од касније традиције, грчки тим није ушао први.

Певала се химна, вођена традиционалним шведским певањем и читане су молитве прво на шведском, а затим на енглеском. Престолонаследник Густаф Адолф обратио се краљу у име Шведског олимпијског савеза. Краљ Густаф V је потом дугачким говором прогласио Игре званично отвореним:
„Са легитимном радошћу и поносом ми Швеђани гледамо спортисте из свих делова света окупљене овде са нама. Велика је част за Шведску што је Стокхолм изабран за поприште Пете олимпијаде, а свима вама, спортистима и пријатељима атлетике, желим добродошлицу на ово пријатељско такмичење нација. Нека велика мисао која је дошла до изражаја на Олимпијским играма у класична времена буде толико цењена и нашим годинама, да ова такмичења постану моћно средство за унапређење физичког здравља и развоја сваког народа. Овим речима проглашавам Олимпијске игре у Стокхолму отвореним.”
Потом су се засвирале трубачке фанфаре и престолонаследник је позвао навијање за краља. Атлетичари у својим националним групама који су по реду изашли са стадиона завршили су церемонију.

## Најзначајнији догађаји
- Организатор је одабрао да не уврсти у програм уметничко клизање као једини предложени зимски спорт, јер су желели промовисати нордијске игре. Такође, на жељу организатора нису дозвољена ни такмичења у боксу, који је оцењен као прегруб и насилан спорт.
- Португалац Франциско Лазаро је колабирао током трке и убрзо преминуо, што је био први такав случај у историји Игара.
- Американац Џим Торп је победио у петобоју и тек измишљеном десетобоју, али је дисквалификован због кршења принципа аматеризма. Рехабилитован је 1982.
- Будући генерал из Другог светског рата, Џорџ Патон, такмичио се у првом такмичењу у модерном петобоју.
- У атлетици су први пут коришћени електронски уређаји за мерење времена.
- Шведски стрелац Оскар Сван је са 64 године постао најстарији до тада освајач златне медаље.

## Игре
Шведска делегација на састанку МОК-а у Берлину 28. маја 1909. предложила је једноставан олимпијски распоред који садржи само „чисту” атлетику, пливање, гимнастику и рвање. Међутим, друге земље су захтевале да распоред буде свеобухватнији, и имајући то на уму, предложиле су даљи програм на састанку МОК-а 1911. који је наишао на одобравање. Додати спортови су надвлачење конопца, бициклизам, мачевање, фудбал, јахање, тенис на трави, веслање, стрељаштво, клизање и трке јахти. Питање додавања клизања у програм поново је разматрано 7. фебруара 1910. године, при чему је донета одлука да се оно избаци са распореда. Сматрало се да је неприкладан јер је то био зимски спорт и требало је да буде део Нордијских игара следеће године. Бокс је уклоњен из програма јер Швеђанима није био привлачан. Ликовна такмичења су разматрана на следећем састанку 14. фебруара 1910.  и накнадно су додата у програм,  али се сада уметничка такмичења више не сматрају званичним олимпијским догађајима од стране Међународног олимпијског комитета. Као резултат тога, сада се сматра да се програм Летњих олимпијских игара 1912. састоји од 14 спортова који обухватају 18 дисциплина и 102 догађаја.

## Списак спортова
Одржана су такмичења у следећим спортовима:
| - Атлетика (детаљи) - Бициклизам - Гимнастика - Рвање - Једрење - Коњички спорт - Мачевање - Модерни петобој |  | - Фудбал - Пливање - Потезање конопа - Стрељаштво - Тенис - Ватерполо - Веслање |

Бејзбол, глима и Готланд спортови су били незванични показни спортови. Ово је уједно била и прва година одржавања ликовних такмичења на Олимпијади.

### Атлетика
На атлетским догађајима уведен је потпуно аутоматски систем мерења времена који је развио Р. Карлстед. То је укључивало причвршћивање електромагнета на штоперице у систему који је причврстио контролну лампу на стартни пиштољ за сваку трку. Ово је резултирало пуцањем из пиштоља који је покренуо тајмер који је затим зауставио један од судија на циљној линији. Очекивало се да ће финале трке на 100 метара за мушкарце бити углавном америчко, а завршило се са шесторо атлетичара, од којих само један није био из Сједињених Држава. Догађај је обележило седам погрешних стартова пре него што су спортисти коначно могли да крену, а Ралф Крејг је освојио златну медаљу за 60 цм испред другог места Алваха Мајера. Доналд Липинкот је освојио бронзу, 15 цм иза другопласираног.
Канакури Шизо, јапански маратонац, нестао је током трке. Изгубио је свест од топлотног удара, а једна фармерска породица му је помогла да се заустави на забави која се одржавала у вили на маратонској рути како би утајио жеђ, а затим је ухватио воз за Стокхолм и сутрадан напустио земљу. Вратио се у Јапан без обавештавања званичника трке. 50 година касније, након што су га шведске власти позвале назад, завршио је трку са (незваничним) временом од 54 године, 8 месеци, 6 дана, 8 сати, 32 минута и 20,3 секунде. Португалац Франсиско Лазаро преминуо је од топлотне исцрпљености док је трчао маратон, једини спортиста који је умро током трчања олимпијског маратона.
Американац Џим Торп победио је у петобоју и новоствореном десетобоју. Торпове златне медаље одузео је Међународни олимпијски комитет 1913. године, након што је МОК сазнао да је Торп узео новац за играње бејзбола, кршећи савремена олимпијска правила аматеризма, пре Игара 1912. године. Ово је померило све остале горе на ранг листи. Године 1982. МОК је био убеђен да је дисквалификација била неприкладна, пошто ниједан протест против Торпове подобности није поднет у потребним 30 дана, и вратио је Торпове медаље. Реплике су представљене његовој деци 1983. године, 30 година након Тхорпеове смрти. Коначно, 2022. године, МОК је постхумно прогласио Торпа за јединог победника петобоја и десетобоја након опсежних консултација са породицама бивших такмичара који су рекли да су одувек гледали на Торпа као на победника.
У већини атлетских дисциплина постављени су нови олимпијски рекорди, при чему само у тркама на 200 метара, 10 км ходања, скоку у вис из места, скоку у даљ из места, поскоку, искоку и прескоку, а само на такмичењима са препонама нису постављени нови рекорди. Тел Берна је освојио злато на 3000 м, а Хенри С. "Хари" Бабкок је узео злато за скок с мотком, поставивши олимпијски рекорд на 3,95 м. Ханес Колехмаинен био је најуспешнији у постављању рекорда на играма, са новим олимпијским рекордима у тркама на 5.000, 10.000 метара и крос кантри.

### Бициклизам
Бициклистички догађаји на Играма 1912. били су ограничени на друмску трку око језера Меларен, која је већ била успешна рута за годишњу бициклистичку трку. Иако то првобитно није било у распореду, неколико земаља је затражило да се дода бициклизам на стази; међутим, организациони комитет је остао при својим плановима да не граде нови бициклистички стадион на стази јер је једини у Стокхолму уништен да би се могао изградити Олимпијски стадион. Поред тога, Немачка је изричито затражила да се у програм додају бициклистички поло и бициклизам, а одбор је одбио оба захтева.
Одлучено је да се друмска трка одржи као вожња на хронометар и да се забрани сви бициклисти који се не такмиче као пејсмејкери. Деветнаест земаља пријавило је 151 спортисту на такмичење, што је био већи број него што је комисија очекивала. Највећа група била је из Велике Британије, која је пријавила дванаест такмичара из Енглеске, још дванаест из Шкотске и још девет из Ирске. Трка је почела 7. јула, а такмичари су одлазили у групама. Прва група је отишла у 2 сата ујутро, а преостале групе су одлазиле у интервалима од два минута. Дистанца била је 318 километара, а Јужноафриканац Рудолф Луис освојио је златну медаљу у појединачној трци. Фредерик Граб из Велике Британије освојио је сребрну медаљу, а Карл Шут из Сједињених Држава бронзу. Међутим, просечне позиције шведског тима биле су боље од конкуренције, па је тако шведски тим освојио златну медаљу за екипно такмичење. Сребрна и бронзана медаља су уследиле после појединачних победа, и то у Велику Британију и Сједињене Америчке Државе – дајући Грабу и Шутеу другу медаљу у истој дисциплини.

### Скокови у воду
Све медаље у мушкој конкуренцији подељене су између екипа Шведске и Немачке у скоковима у воду. Скокови у воду за мушкарце у били тотална доминација шведског тима с обзиром да су шведски рониоци заузели све три позиције за медаље. Ерик Адлерз је узео златну медаљу,  и наставио да осваја златну медаљу за Шведску на платформи од 10 метара. Алберт Цирнер је узео сребро за Немачку, а Густаф Бломгрен освојио је бронзану медаљу за Шведску. Још једна доминација догодила се на одскочној дасци од 3 метра уз све три медаље у руке немачког тима, где је Пол Гинтер освојио злато, Ханс Лубер сребрну а Курт Беренс бронзу. Одржано је и скакање у води на платформи од 10 метара за жене, а Шведска је освојила још две медаље, Грета Јохансон златну и Лизи Регнел сребрну. Бронзану медаљу освојила је Британка Изабел Вајт. Сви преостали финалисти су били из Шведске.

### Јахање
Коњички спорт се први пут појавио на модерним Олимпијским играма на Играма 1912. Иако су такмичења која су укључивала јахање била укључена у програм 1900. године, ово је била прва појава модерних олимпијских производа као што су дресура, такмичење у препонама и препонско јахање. Очекивало се да ће такмичари бити војна лица јер би имали коњичко искуство за такмичење. Такмичење је било подељено између војних такмичења,  наградног јахања и скакања.
У војном такмичењу, седам земаља је предложило такмичаре за појединачне и екипне дисциплине. Свака нација је предложила по четири спортиста са изузетком Данске, која је предложила само три. Неке од земаља су такође номиновале резерве поред својих главних спортиста. Укупна дужина стазе била је 55 км са стартом и циљем оба у теренима Теренског јахачког клуба. Врућина је била толика на дан такмичења да су такмичари изгубили чак 20 кг у тежини. Швеђанин Аксел Нордландер победио је у појединачној конкуренцији и предводио шведски тим у дисциплинама до победе такође, освојивши две златне медаље. На другом месту у појединачној конкуренцији нашао се Немац Фридрих фон Рохов, који је такође освојио другу сребрну медаљу пошто је екипа из Немачке укупно заузела друго место. Само су бронзане медаље подељене међу националностима с обзиром да је амерички тим освојио бронзу у екипном такмичењу, док је Француз Жак Карју освојио појединачну медаљу.
За дресуру су се пријавиле још две земље, иако је само Шведска пријавила максималан број такмичара. Догађај је резултирао тако што је Шведска освојила све три медаље, при чему је злато припало Карлу Бондеу, сребро Густафу Адолфу Болтенстерну и бронзу Хансу фон Бликсен-Финекеу. Појединачно такмичење у препонском јахању било је једино појединачно коњичко такмичење на Олимпијским играма 1912. на којем Шведска није освојила ниједну медаљу, при чему је златна медаља отишла у руке Француза Цариоуа који је додао своју бронзану медаљу из дресуре, а Рабод фон Кроцхер је узео сребро за Немачка, а Емануел де Бломаерт осваја бронзу за Белгију. На тимском такмичењу Шведска је освојила још једну златну медаљу, док је француски тим био други, а немачки тим, са принцом Фридрихом Карлом од Пруске, бронзану медаљу.

### Мачевање
Такмичење у фолији постало је потпуни олимпијски догађај, након што се на Играма 1908. појавио као показни спорт. Недо Нади и Пјетро Специјале из Италије освојили су златну и сребрну медаљу, а трећепласирани Ричард Вердербер из Аустрије. Било је појединачних и екипних такмичења и на мачу и на сабљи. У тимском мечу Белгија је освојила златну медаљу, а Велика Британија и Холандија на другом и трећем месту. Члан белгијског тима освојио је и појединачну титулу, а златну медаљу освојио је Пол Анспах. Иван Џозеф Мартин Осијер из Данске узео је сребрну медаљу, а други Белгијанац који није био у екипном такмичењу, Филип ле Харди де Беаулу, освојио је бронзану медаљу.
У конкуренцији сабљама доминирали су такмичари из Мађарске, чији су тимови освојили златну медаљу над Аустријом и Холандијом. У појединачној конкуренцији су искључени мађарски спортисти, где је Јене Фукс победио у укупном такмичењу, Бела Бекеши на другом и Ервин Месарош на трећем.

### Фудбал
Тринаест земаља наговестило је своју намеру да уђе у фудбалске тимове за Олимпијске игре 1912. године. Примењен је стандардни систем изједначења пехара, при чему је финале одлучивало о освајачима златне и сребрне медаље, а плеј-оф за трећу/четврту позицију одлучивао је о освајачу бронзане медаље. Само тимовима повезаним са ФИФА је било дозвољено да учествују, а јавни жреб за турнир одржан је 18. јуна 1911. Сам турнир је почео 29. јуна. У првом колу Финска је победила Италију са 3 : 2,  Аустрија је победила Немачку са 5 : 1, а Холандија је победила Шведску са 4 : 3. Тим из Велике Британије, који је освојио златну медаљу на Летњим играма 1908., добио је збогом у другом колу, где су се суочили са Мађарском и победили са 7 : 0. Финска је такође победила у свом мечу савладавши Русију са 2 : 1. Данска је изједначила са британским резултатом, победивши Норвешку са 7 : 0,  а Холандија је победила Аустрију са 3 : 1.
У полуфиналним мечевима су се борили Велика Британија против Финске, где су победили 4-0,  и Данска против Холандије, завршивши се победом Данске резултатом 4 : 1. Холандија је освојила плеј-оф за треће/четврто место највећим резултатом на турниру, победивши Финску са 9 : 0. Касније истог дана финале је одиграно на Олимпијском стадиону, где је Велика Британија задржала златну медаљу против Данске пред 25.000 гледалаца. Голови Харолда Олдена, Артура Берија и два Гордона Хоара помогли су Британији да победи са разликом од 4 : 2.

### Гимнастика
Гимнастичко такмичење на Играма 1912. садржало је једно појединачно такмичење и три тимска такмичења, поред разних приказа различитих тимова. Шведски тим је победио у гимнастичкој дисциплини шведског система, која се у програму назива "Тимско такмичење I", са скандинавским тимовима Данске и Норвешке који су заузели другу и трећу позицију. У другом екипном такмичењу злато је освојила Италија. Поред тога, један од чланова италијанског тима, Алберто Браља, освојио је појединачно злато за исти догађај. Луис Сегура из француског тима освојио је појединачно сребро, док је други члан италијанског тима, Адолфо Тунези, освојио бронзу. У екипном надметању Мађарска је освојила сребрну медаљу, а екипа Велике Британије је била на трећем месту. Финално екипно такмичење омогућило је слободан избор покрета и справа. Ово је била још једна скандинавска доминација, са норвешким тимом који је изашао као победник, Финска на другом месту и Данска на позицији бронзане медаље.

### Модерни петобој
Модерни петобој је дебитовао на Играма 1912. године. За ове игре је одлучено пет дисциплина стрељаштво, пливање, коњаништво, мачевање и трчање у кросу који чине петобој. Такмичење је било распоређено у пет дана од 7. до 12. јула, а завршило се трком у кросу. На догађају су учествовали само мушкарци, иако је жена по имену Хелен Прис накратко била пријављена да се такмичи све док јој организациони комитет на крају није одбио пријаву.
За елемент гађања сваком такмичару је било дозвољено да понесе свој пиштољ. Амерички такмичар Џорџ Смит Патон (касније познатији као генерал америчке војске из Другог светског рата ) користио је револвер Колт, док су дански такмичари више волели службени пиштољ данске војске, Немци и Норвежани су користили пиштољ Лугер, а Швеђани су користили пиштољ за вежбање гађања Smith & Wesson. У стрељачком делу такмичења победио је Госта Асбринк, а Жорж де Лавал и Госта Лиллиехоок су на другом и трећем месту, а сва тројица представљају Шведску.
Пливачка дисциплина је била три дужине, свака од 100 метара, при чему су спортисти подељени у осам трчања и времена за израчунавање позиција. Ралф Клилверд из Велике Британије је победио на овом такмичењу, са Едмондом Бернхардом из Аустрије на другом и де Лавалом на трећем.  У такмичењу у мачевању, сваки такмичар се суочио против другог. Неколико противника је било запажено по својој посебној вештини у овом догађају, а Аке Гронхаген из Шведске био је први са 24 победе, Жан де Мас Латри из Француске други са 23, Сидни Стрен из Шведске на трећем са 21 и Патон из Сједињених Држава близу са 20. Тринаест такмичара је очистило коњичку стазу без икаквих казни, при чему је Гренхаген победио у такмичењу, Брор Манстром из Шведске је био други и де Лавал трећи.
Крос трчање је било преко 4.000 метара и почело је на самом Олимпијском стадиону. Догађај је вођен као вожња на хронометар са такмичарима у размаку од једног минута. Пошто је ово био финални догађај, победнички такмичари су проглашени након трке, при чему је Лилихук освојио златну медаљу, Осбринк је освојио сребро, а де Лавал бронзу. Највише пласирани нешвеђанин био је Патон, који је завршио пети.

### Веслање
Веслање на Олимпијским играма 1912. није се показало популарним у јавности. То је приписано "замору" јавности због обима спортских догађаја. Осмо такмичење је било подељено на квалификације, са по две екипе у свакој рунди. Две британске посаде су имале срећу што нису биле извучене једна против друге, а тим из Леандер клуба се у финалу суочио са Њу колеџом у Оксфорду. Леандер је победио у дужини са временом 6:15. Четворка са кормиларом је пратила сличан формат као и осмаци, а немачки тим из Лудвигшафенер Рудерверајн је у финалу победио британски Веслачки клуб Темза.
Конкуренција за четворку са кормиларом била је много мања, са само четири нације. Репрезентација Данске је у финалу савладала Шведску. Трке у синглу су се показале контроверзним са трком прве рунде између Марта Кусика и Алфреда Хајнриха која је поново одржана након протеста Хајнриха. Поред тога, Сесил Меквили је дисквалификован у првој рунди након судара са чамцем Мартина Станкеа. Воли Кинир из Велике Британије је у финалу победио Полидора Вејрмана из Белгије,  при чему је Кинир лако победио у мечу.

### Једрење
Јахте за такмичење у једрењу окупиле су се у Нинесхамну 19. јула, заједно са осталим пловилима која су учествовала на олимпијској регати. Сама трка је почела следећег дана у дисциплини 12 метара. На овом такмичењу учествовале су само три нације и јахте, домаћини Шведска, као и Норвешка и Финска. Норвешка је освојила златну медаљу, Шведска сребро, а Финска је на последњем месту са бронзом. Дисциплина 10 метара имала је исти број земаља које су у њу улазиле, иако је овога пута Шведска пријавила две јахте, а Русија се такмичила уместо Норвешке. Шведска јахта Кити је била победничко пловило, док је фински чамац био други, а Руси трећи.
Нешто побољшана ситуација представљена је у дисциплини 8 метара, са четири земље које су ушле по две јахте. Медаље су додељене потпуно истим нацијама као и дисциплина 12 метара, што је још једна скандинавска доминација. Дисциплина од 6 метара била је најразноврснија област од свих једриличарских дисциплина на Олимпијским играма 1912: шест земаља је пријавило укупно девет јахти. Француска и Данска су се такмичиле у свом једином једриличарском такмичењу, заједно са Шведском, пославши по две јахте.  Те три нације су биле успешне на такмичењу, француска јахта Mac Miche освојила је злато, данска Nurdug II освојила је сребро, а шведска Kerstin је била трећа.

### Стрељаштво
На Олимпијским играма 1912. било је осамнаест стрељачких дисциплина, од којих је осам било екипно. Такмичење је било подељено претежно у три секције: гађање војном пушком,  гађање минијатурним пушкама, пиштољима и револверима,  и гађање глинених птица и трчећих јелена. Најуспешнији на такмичењу били су шведски и амерички такмичари са по седам златних медаља, иако је Шведска освојила укупно седамнаест медаља, док је репрезентација Сједињених Америчких Држава освојила четрнаест. Шездесетчетворогодишњи Оскар Сван, део шведског тима за јелене, и даље је најстарији освајач златне медаље у историји Олимпијских игара.

### Пливање
У пливању, хавајски војвода Каханамоку победио је на 100 метара слободно за Сједињене Државе,  који је такође видео Харија Хебнера како је освојио злато на 100 метара леђно. Канадски тим је такође освојио две златне медаље, обе од Џорџа Хоџсона у дисциплинама 400 и 1.500 метара. Немачка пливачка репрезентација освојила је све три медаље у дисциплини 200 метара прсно, а злато је припало Валтеру Батеу  који је освојио још једно злато на 400 метара прсно. Тим Аустралије победио је у мушкој штафети, при чему су Сједињене Државе завршиле на позицији сребрне медаље, а Велика Британија на трећем месту.
На Играма 1912. реализована су пливачка такмичења за жене, са 100 метара слободним стилом и екипном штафетом на 400 метара. Фани Дурак победила је у појединачној конкуренцији, оборивши светски рекорд на даљину у четвртој вожњи. Њена другарица из Аустралије Мина Вајли освојила је сребрну медаљу, а Џени Флечер из Велике Британије је освојила бронзану медаљу. Британски тим је остварио даљи успех у женској штафети, победивши у екипној штафети са екипом Немачке на другом месту и селекцијом Аустрије на трећем. Пошто су само четири земље ушле у штафету није било трка; одржано је само финале. Сједињене Државе нису представиле женски тим. Постављени су нови олимпијски рекорди у свим пливачким дисциплинама на Играма 1912.

### Тенис
Тенис на покривеним теренима првобитно је био договорен за Игре 1912. године, са такмичењима за џентлменске сингл и парове, за жене и мешовите парове. Турнир на отвореном је потврђен када је Атлетско игралиште у Остермалму завршено крајем 1911. године, са плановима измењеним тако да се одржавају и турнири у затвореном и на отвореном.
Шест земаља послало је играче на покривена такмичења на терену, а појавили су се представници Шведске, Велике Британије, Данске, Француске, Аустралазије и Бохемије. У овој постави био је и једини такмичар Аустралије, Ентони Вајлдинг са Новог Зеланда, који је такође био и актуелни шампион Вимблдона. Такмичење у дворани почело је 5. маја и наставило се како се очекивало до полуфиналне рунде у којој је Вајлдинга победио Британац Чарлс Диксон. Британац се у финалу састао са Французом Андреом Гобером, али је Гобер победио Енглеза у узастопним сетовима. Вајлдинг је освојио бронзану медаљу у плеј-офу против још једног британског играча, Артура Лоуа.
На тениском такмичењу на отвореном учествовало је 70 играча из 12 нација. Међутим, Велика Британија није пријавила ниједног такмичара јер су се датуми такмичења на отвореном сукобили са првенством у Вимблдону 1912. године, упркос покушајима британских власти да убеде Олимпијски организациони комитет да промени датуме. Други познати тенисери одбили су да се такмиче на Олимпијским играма и уместо тога су присуствовали Вимблдону. Златну и сребрну медаљу у мушком синглу на крају су одлучивала два Јужноафриканца, а међусобно су играли Чарлс Винсло и Харолд Китсон. Винсло је освојио меч и златну медаљу, 7 : 5, 4 : 6, 10 : 8, 8 : 6. Двојац се такође такмичио као пар у мушком дублу и освојио златну медаљу, победивши Аустријанце Феликса Пајпса и Артура Зборзила. Маргерит Брокедис из Француске победила је Доротеу Коринг из Немачке у женском синглу за златну медаљу. У мешовитом дублу Коринг се удружио са Хајнрихом Шомбургком како би освојили злато, а двојац је у финалу победио Сигрид Фик и Гунар Сетервол из Шведске.

### Потезање конопа
Такмичење у потезању конопа требало је да се одржи између 7. и 12. јула, са две утакмице сваког дана. Међутим, од пет земаља које су изабрале да учествују у такмичењу, само две су се појавиле. Велика Британија је стигла на меч против Бохемије, али опозиционог тима није било нигде. Британија је уредно проглашена победником. Иста ствар се поновила и за други меч, са шведским тимом, који су чинили полицајци из Стокхолма, који су дошли да констатују да аустријски тим није стигао. Шведска је проглашена за победника меча у одсуству Аустријанаца.
Другог дана такмичења Велика Британија је играла против Шведске, што је једина прилика да су се оба тима појавила на мечу. Британски тим је био састављен од освајача златне медаље у истој дисциплини на Играма 1908, са изузетком Џона Сјуела и Матијаса Хајнса. Пошто су британски тим такође чинили полицајци, меч се завршио између полиције града Лондона и полиције Стокхолма, при чему је шведски тим победио резултатом 2 : 0. Због недоласка тима из Луксембурга, та једна утакмица је завршила као цео догађај потезања конопца на Олимпијским играма 1912. године. Шведска је награђена златном медаљом, а Велика Британија сребрном.

### Ватерполо
Ватерполо турнир је постављен по модификованом систему елиминације јер је пријављено шест екипа. У првом колу екипа Британије је победила селекцију Белгије, Шведска је победила Француску, а Аустрија је победила Мађарску. Извучен је жреб како би се одредило која ће се утакмица одиграти у другом колу пошто су у такмичењу остале три екипе. Велика Британија се суочила са Шведском, коју је победила. Аустрија се аутоматски пласирала у финале против победника меча Британија-Шведска. Велика Британија је освојила златну медаљу на такмичењу, победивши Аустрију резултатом 8 : 0. Потом су одигране утакмице плеј-офа између сваког пара поражених тимова како би се одлучило за друго и треће место. Шведска и Белгија су се играле после још три меча како би одлучиле о позицији сребра и бронзане медаље, а Шведска је изашла као победник резултатом 4 : 2.

### Рвање
Нације на Играма 1912. пријавиле су укупно 267 рвача, иако је стварних такмичара који су се појавили у Шведској било мање, а 171 се заправо појавило да се такмичи. Грчко-римско рвање је био једини стил рвања који се такмичио на Играма. Борбе су се одвијале на отвореном у простору Олимпијског стадиона, а рвачи су били подељени према тежини у пет категорија: перо, лака, средња А (касније средња), средња Б (касније полутешка категорија ) и тешка категорија.
Умеће такмичара из Финске запажена су у перо категорији, при чему је златну медаљу освојио Карло Коскело, сребрну медаљу освојио је Немац Георг Герштекер, а још једна медаља припала је Финској, пошто је бронзу освојио Ото Ласанен . Највећу пажњу јавности привукла је лака класа, Емил Вере је освојио злато након што је победио све своје противнике одбројавањем, а не поенима. Шведски рвачи Густаф Малмстрем и Едвин Матијасон освојили су сребрну и бронзану медаљу. Клас Јохансон је освојио једину златну медаљу Шведске у средњој категорији, а његов колега финалиста из Русије Мартин Клајн се повукао пре него што се у финалу борио са Јохансоном. То је било због полуфиналног меча између Клајна и Алфреда Асикаинена из Финске који је трајао 11 сати и четрдесет минута, иако су правили паузе за освежење сваких пола сата. Клајн је награђен сребрном медаљом, а Асикаинен бронзаном.
У полутешкој категорији одржан је још један меч у дужини од маратона, а борба између Андерса Алгрена из Шведске и Ивара Бохлинга из Финске за златну медаљу трајала је више од девет сати. Утакмица је тада проглашена нерешеном, а оба спортиста су награђена сребрном медаљом пошто ниједан није победио у мечу. Бронзана медаља припала је Мађару Бели Варги, који је у полуфиналном мечу поражен од Алгрена. Ирјо Сарела из Финске победио је у тешкој категорији након што је био други у полутешкој категорији на Играма 1908. Јохан Олин је освојио још једну медаљу за Финску са сребром, а Сорен Маринус Јенсен је поновио своју бронзану медаљу на Олимпијским играма 1908. са другом за Данску.

## Земље учеснице
| - Аустралазија - Аустрија - Белгија - Бохемија - Канада - Чиле - Данска | - Египат - Финска - Француска - Немачка - Уједињено Краљевство - Грчка - Мађарска | - Исланд - Италија - Јапан - Луксембург - Холандија - Норвешка - Португал | - Русија - Србија - Јужна Африка - Шведска - Швајцарска - Турска - САД |

## Биланс медаља
(Медаље земље домаћина посебно истакнуте)
| Олимпијске игре 1912. |                                         |       |        |        |        |
| Пласман               | Држава                                  | Злато | Сребро | Бронза | Укупно |
| 1                     | САД                                     | 25    | 19     | 19     | 63     |
| 2                     | Шведска                                 | 24    | 24     | 17     | 65     |
| 3                     | Уједињено Краљевство                    | 10    | 15     | 16     | 41     |
| 4                     | Финска                                  | 9     | 8      | 9      | 26     |
| 5                     | Француска                               | 7     | 4      | 3      | 14     |
| 6                     | Немачко царство                         | 5     | 13     | 7      | 25     |
| 7                     | Јужноафричка Република                  | 4     | 2      | 0      | 6      |
| 8                     | Норвешка                                | 4     | 1      | 4      | 9      |
| 9                     | Канада                                  | 3     | 2      | 3      | 8      |
| 9                     | Мађарска                                | 3     | 2      | 3      | 8      |
| 11                    | Краљевина Италија                       | 3     | 1      | 2      | 6      |
| 12                    | Аустралазија (Аустралија и Нови Зеланд) | 2     | 2      | 3      | 7      |
| 13                    | Белгија                                 | 2     | 1      | 3      | 6      |
| 14                    | Данска                                  | 1     | 6      | 5      | 12     |
| 15                    | Краљевина Грчка                         | 1     | 0      | 1      | 2      |
| 16                    | Руска Империја                          | 0     | 2      | 3      | 5      |
| 17                    | Аустрија                                | 0     | 2      | 2      | 4      |
| 18                    | Холандија                               | 0     | 0      | 3      | 3      |
| Укупно                | Укупно                                  | 103   | 104    | 103    | 310    |